# Javan
Javan (Ebraico יָוָן, Yavan) era il quarto figlio di Jafet, figlio di Noè, secondo la "Tavola delle Nazioni" (Genesi, capitolo 10) nella Bibbia. 
Flavio Giuseppe afferma la tradizionale convinzione secondo cui Javan fosse l'antenato dei Greci.

## Interpretazioni
Fungendo anche da nome ebraico per la Grecia o per i greci in generale, Javan è stato a lungo considerato come affine al nome dei greci orientali, gli Ioni. La razza greca è stata conosciuta con nomi affini in tutto il Mediterraneo orientale, Vicino Oriente e oltre (vedi il sanscrito Yona e यवन Yavana). Nella mitologia greca, l'omonimo antenato degli Ioni è chiamato Ione, figlio di Apollo. L'opinione che Javan sia sinonimo dello Ione greco e quindi padre degli ionici è comune a numerosi scrittori del primo periodo moderno tra cui Sir Walter Raleigh, Samuel Bochart, John Mill e Jonathan Edwards.
Javan si trova anche nella letteratura apocalittica nel Libro di Daniele, 8: 21-22 e 11: 2, in riferimento al Re di Grecia, più comunemente interpretato come riferimento ad Alessandro Magno.
Mentre Javan è generalmente associato agli antichi Greci e alla Grecia (cfr. Gen. 10: 2, Dan. 8:21, Zacc. 9:13, ecc.), I suoi figli (elencati in Genesi 10) sono stati solitamente associati a località nel Mediterraneo nord-orientale e nell'Anatolia: Elisa (identificato con la Magna Grecia e i Siculi), Tarsis o Tarso (Tarso in Cilicia, ma spesso identificato anche con Tartesso in Spagna), Chittim (Cipro e i Macedoni) e piú avanti con i Romani, Dodanim (alt. 1 Cron. 1: 7 Rodanim, l'isola di Rodi).